# Xenophrys serchhipii
Xenophrys serchhipii är en groddjursart som beskrevs av Mathew och Nibedita Sen 2007. Xenophrys serchhipii ingår i släktet Xenophrys och familjen Megophryidae. IUCN kategoriserar arten globalt som otillräckligt studerad. Inga underarter finns listade i Catalogue of Life.